# Sąd Konstytucyjny (Słowacja)
Słowacki Sąd Konstytucyjny (słow. Ústavný súd Slovenskej republiky) – sąd konstytucyjny Republiki Słowackiej, z siedzibą w Koszycach.

## Zadania
Głównym zadaniem sądu jest obrona konstytucyjności przepisów, regulacji oraz nowelizacji ustaw prawnych. Innymi zadaniami sądu jest kontrola decyzji podejmowanych przez administrację oraz kontrola zasad konstytucji podczas wyborów i referendów. Sąd kontroluje wszystkie ustawy przyjęte przez słowacki parlament. Sąd konstytucyjny ma także na celu sprawdzać konstytucyjność decyzji prezydenta, sędziów oraz prokuratora generalnego.

## Sędziowie
Początkowo sąd liczył 10 sędziów zaprzysiężonych przez prezydenta na 7-letnią kadencję. Prezydent wybiera połowę sędziów z listy zaproponowanych przez parlament. Wraz ze zmianami konstytucji pochodzącymi z 2001 roku, sąd posiada 13 sędziów zaprzysiężonych na 12 lat. Minimalny wiek sędziego wynosi 40 lat. Kandydat musi także posiadać 15 lat stażu w zawodzie. Sędziowie Sądu konstytucyjnego cieszą się immunitetem i mogą go stracić jedynie po większościowej decyzji członków sądu.